# Fiona Shaw
Fiona Shaw, all'anagrafe Fiona Mary Wilson (Cobh, 10 luglio 1958), è un'attrice e regista teatrale irlandese, nota soprattutto per aver ricoperto il ruolo di Petunia Dursley nella saga cinematografica di Harry Potter.
Apprezzata interprete di teatro, Shaw è vincitrice di due Laurence Olivier Award e un Drama Desk Award e ha ricevuto una candidatura ai Tony Awards. Nel 2001 la regina Elisabetta II l'ha nominata commendatore dell'Ordine dell'Impero Britannico per il suo contributo alle arti drammatiche.

## Biografia
Considerata una delle attrici più dotate della sua generazione, nasce nel 1958 nella contea di Cork da genitori appartenenti a religioni diverse. Dopo aver frequentato la Royal Academy of Dramatic Art (RADA) a Londra, interpreta al National Theatre il ruolo di Julia nell'opera di Richard Brinsley Sheridan The Rivals, ricevendo molti plausi e dimostrando il suo talento per la commedia. Nonostante la sua verve comica Shaw ha optato spesso per ruoli che esaltavano la sua estrema e naturale intensità emotiva, guadagnandosi numerosi premi.
In teatro ha impersonato anche Celia in Come vi piace (1984), Madame de Volanges in Le relazioni pericolose (1985), Katherine in La bisbetica domata (1987). Recitò anche in Elettra (1988), L'anima buona di Sezuan (1989), Hedda Gabler (1991), Gli anni fulgenti di Miss Brodie (1998) e Medea (2000). Benché donna, recitò la parte principale nel Riccardo II, diretto da Deborah Warner nel 1995. Shaw collaborò con la Warner Bros. in diverse occasioni, sia sul palcoscenico sia sullo schermo.
L'attrice ha lavorato anche per il grande schermo, recitando in film come Il mio piede sinistro (1989), Jane Eyre (1996), Persuasione (1995), e in vari film della saga di Harry Potter, in cui interpreta il ruolo di Petunia Dursley, l'odiosa zia materna babbana del protagonista. Nel 2011 prende parte alla quarta stagione della serie televisiva True Blood, nel ruolo della strega wiccan Marnie Stonebrook. Nel 2018 viene scritturata per il ruolo di Carolyn Martens in Killing Eve, vincendo per la sua interpretazione il British Academy Television Award per la migliore attrice non protagonista.

## Vita privata
È stata fidanzata con l'attrice Saffron Burrows dal 2002 al 2005.
È sposata con l'economista Sonali Deraniyagala dal 2018.

## Filmografia

### Cinema
- Il mio piede sinistro (My Left Foot), regia di Jim Sheridan (1989)
- Le montagne della luna (Mountains of the Moon), regia di Bob Rafelson (1990)
- Tre scapoli e una bimba (3 Men and a Little Lady), regia di Emile Ardolino (1990)
- Londra mi fa morire (London Kills Me), regia di Hanif Kureishi (1991)
- Super Mario Bros., regia di Annabel Jankel e Rocky Morton (1993)
- Coppia d'azione (Undercover Blues), regia di Herbert Ross (1993)
- Persuasione (Persuasion), regia di Roger Michell (1995)
- Jane Eyre, regia di Franco Zeffirelli (1996)
- Anna Karenina, regia di Bernard Rose (1997)
- The Butcher Boy, regia di Neil Jordan (1997)
- The Avengers - Agenti speciali (The Avengers), regia di Jeremiah S. Chechik (1998)
- Last September (The Last September), regia di Deborah Warner (1999)
- Harry Potter e la pietra filosofale (Harry Potter and the Sorcerer's Stone), regia di Chris Columbus (2001)
- Il trionfo dell'amore (The Triumph of Love), regia di Clare Peploe (2001)
- Harry Potter e la camera dei segreti (Harry Potter and the Chamber of Secrets), regia di Chris Columbus (2002)
- Hypnotica (Doctor Sleep), regia di Nick Willing (2002)
- Harry Potter e il prigioniero di Azkaban (Harry Potter and the Prisoner of Azkaban), regia di Alfonso Cuarón (2004)
- Tutte le cose che non sai di lui (Catch and Release), regia di Susannah Grant (2006)
- Black Dahlia, regia di Brian De Palma (2006)
- Harry Potter e l'Ordine della Fenice (Harry Potter and the Order of the Phoenix), regia di David Yates (2007)
- Il caso Thomas Crawford (Fracture), regia di Gregory Hoblit (2007)
- Dorian Gray, regia di Oliver Parker (2009)
- Noi credevamo, regia di Mario Martone (2010)
- Harry Potter e i Doni della Morte - Parte 1 (Harry Potter and the Deathly Hallows: Part 1), regia di David Yates (2010)
- The Tree of Life, regia di Terrence Malick (2011)
- The English Teacher, regia di Craig Zisk (2013)
- Pixels, regia di Chris Columbus (2015)
- Colette, regia di Wash Westmoreland (2018)
- Enola Holmes, regia di Harry Bradbeer (2020)
- Ammonite - Sopra un'onda del mare (Ammonite), regia di Francis Lee (2020)
- Kindred, regia di Joe Marcantonio (2020)
- IF - Gli amici immaginari (IF), regia di John Krasinski (2024)
- Hot Milk, regia di Rebecca Lenkiewicz (2025)
- Echo Valley, regia di Michael Pearce (2025)

### Televisione
- Le avventure di Sherlock Holmes (The Adventures of Sherlock Holmes) – serie TV, episodio 1x05 (1984)
- RKO 281 - La vera storia di Quarto potere (RKO 281), regia di Benjamin Ross – film TV (1999)
- Gormenghast - miniserie TV, 4 episodi (2000)
- Empire - miniserie TV, 6 episodi (2005)
- True Blood - serie TV, 12 episodi (2011-2012)
- Miss Marple (Agatha Christie's Marple) – serie TV, episodio 6x02 (2013)
- Channel Zero - serie TV, 6 episodi (2016)
- Emerald City - miniserie TV (2017)
- Killing Eve – serie TV, 31 episodi (2018-2022)
- Fleabag  – serie TV, episodio 2x02 (2019)
- Baptiste – serie TV, 6 episodi (2021)
- Andor – serie TV, 5 episodi (2022)
- True Detective – serie TV, 5 episodi (2024)
- Bad Sisters – serie TV, 8 episodi (2024)

## Teatrografia parziale

### Attrice
- I rivali di Richard Brinsley Sheridan, regia di Peter Wood. National Theatre di Londra (1983)
- Come vi piace di William Shakespeare, regia di Adrian Noble. Royal Shakespeare Theatre di Stratford-upon-Avon (1984)
- Piccoli borghesi di Maksim Gor'kij, regia di John Caird. The Other Place di Stratford-upon- Avon e Barbican Centre di Londra (1985)
- Les Liaisons Dangereuses di Christopher Hampton, regia di Howard Davies. The Other Place di Stratford-upon- Avon e Barbican Centre di Londra (1985)
- Barnes' People di Peter Barnes, regia di Alan Rickman. The Other Place di Stratford-upon- Avon (1985)
- Gone to Heaven (Back Soon) di Griffiths e Peta Masters, regia di Angela Langfield. The Other Place di Stratford-upon- Avon (1985)
- Come vi piace di William Shakespeare, regia di Adrian Noble. Barbican Centre di Londra (1985)
- Mephisto di Ariane Mnouchkine, regia di Adrian Noble. Barbican Centre di Londra (1985)
- Sangue sul collo del gatto di Rainer Werner Fassbinder, regia di Alan Rickman. Almeida Theatre di Londra (1986)
- Missa Super L’Homme Arme, scritto e diretto da Peter Maxwell Davies. Almeida Theatre di Londra (1986)
- Il mercante di Venezia di William Shakespeare, regia di Roger Michell. Tour britannico (1986)
- Molto rumore per nulla di William Shakespeare, regia di Ron Daniels. Tour britannico (1986)
- Hyde Park di James Shirley, regia di Barry Kyle. Swan Theatre di Stratford-upon-Avon (1987)
- La bisbetica domata di William Shakespeare, regia di Jonathan Miller. Royal Shakespeare Theatre di Stratford-upon-Avon (1987) e Barbican Theatre di Londra (1988)
- The New Inn di Ben Jonson, regia di John Caird. Swan Theatre di Statford-upon-Avon (1987)
- Elettra di Sofocle, regia di Deborah Warner. Pit di Londra e Royal Shakespeare Theatre di Stratford-upon-Avon (1988)
- Come vi piace di William Shakespeare, regia di Tim Albery. Old Vic di Londra (1989)
- L'anima buona di Sezuan di Bertolt Brecht, regia di Deborah Warner. National Theatre di Londra (1989)
- Hedda Gabler di Henrik Ibsen, regia di Deborah Warner. Playhouse Theatre di Londra (1991)
- Machinal di Sophie Treadwell, regia di Stephen Daldry. National Theatre di Londra (1993)
- Passi di Samuel Beckett, regia di Deborah Warner. Garrick Theatre di Londra (1993)
- Shakespeare's Language, da William Shakespeare, regia di John Barton. Pit di Londra (1994)
- Riccardo II di William Shakespeare, regia di Deborah Warner. National Theatre di Londra (1995)
- La via del mondo di William Congreve, regia di Phyllida Lloyd. National Theatre di Londra (1995)
- The Waste Land, da Thomas Stearns Eliot, regia di Deborah Warner. Liberty Theatre di New York (1996) e Wilton’s Music Hall di Londra (1997)
- The Prime of Miss Jean Brodie di Jay Presson Allen, regia di Phyllida Lloyd. National Theatre di Londra (1998)
- The Powerbook di Jeanette Winterson, Deborah Warner e Fiona Shaw, regia di Deborah Warner. National Theatre di Londra (2002)
- Medea di Euripide, regia di Deborah Warner. Queen's Theatre di Londra (2001) e Brooks Atkinson Theatre di Broadway (2002)
- Madre Coraggio e i suoi figli di Bertolt Brecht, regia di Deborah Warner. National Theatre di Londra (2009)
- London Assurance di Dion Boucicault, regia di Nicholas Hytner. National Theatre di Londra (2010)
- John Gabriel Borkman di Henrik Ibsen, regia di James Macdonald. Abbey Theatre di Dublino (2010) e Brooklyn Academy of Music di New York (2011)
- Scene da un'esecuzione di Howard Barker, regia di Tom Cairns. National Theatre di Londra (2012)
- The Testament of Mary, da Colm Tóibín, regia di Deborah Warner. Walter Kerr Theatre di New York (2013) e Barbican di Londra (2014)

### Regista
- Words Upon a Window Pane di William Butler Yeats. Almeida Theatre di Londra (1986)
- Breaking the Ice di Jeremy Brock. The Other Place di Stratford upon Avon (1988)
- Widowers’ Houses di George Bernard Shaw. National Theatre di Londra (1999)
- Medea di Luigi Cherubini, Wexford Festival Opera di Wexford (2017)
- Le nozze di Figaro di Wolfgang Amadeus Mozart, English National Opera di Londra (2018)
- Cendrillon di Jules Massenet, Glyndebourne Festival Opera (2018)

## Riconoscimenti
- BAFTA
  - 2019 – Migliore attrice televisiva non protagonista per Killing Eve
  - 2023 – Candidatura per la migliore attrice televisiva non protagonista per Andor
- Premio Emmy
  - 2019 – Candidatura per la migliore guest star in una serie commedia per Fleabag
  - 2019 – Candidatura per la migliore guest star in una serie drammatica per Killing Eve
- Drama Desk Award
  - 1997 – Miglior one-man-show per The Waste Land
  - 2003 – Candidatura per la miglior attrice per Medea
  - 2008 – Candidatura per la miglior attrice per Giorni felici
- Premio Laurence Olivier
  - 1986 – Candidatura per la miglior performance in un ruolo non protagonista per Come vi piace e Mephisto
  - 1990 – Miglior attrice per Elettra, Come vi piace e L'anima buona di Sezuan
  - 1992 – Candidatura per la miglior attrice per Hedda Gabler
  - 1994 – Miglior attrice per Machinal
  - 2008 – Candidatura per la miglior attrice per Giorni felici
- Tony Award
  - 2003 – Candidatura per la miglior attrice protagonista in un'opera teatrale per Medea

## Doppiatrici italiane
Nelle versioni in italiano delle opere in cui ha recitato, Fiona Shaw è stata doppiata da:
- Melina Martello in Harry Potter e la pietra filosofale, Harry Potter e la camera dei segreti, Harry Potter e il prigioniero di Azkaban, Harry Potter e l'Ordine della Fenice, Fleabag, True Detective, IF - Gli amici immaginari
- Antonella Giannini in The Tree of Life, Killing Eve, Channel Zero
- Ludovica Modugno ne Il trionfo dell'amore, Last September, Ammonite - Sopra un'onda del mare
- Aurora Cancian in  True Blood, Enola Holmes
- Rita Savagnone in Tutte le cose che non sai di lui, Dorian Gray
- Paola Mannoni in Black Dahlia, Il caso Thomas Crawford
- Angiola Baggi ne Le montagne della luna
- Sonia Scotti in Jane Eyre
- Vittoria Febbi in  Super Mario Bros.
- Tiziana Avarista in Pixels
- Paila Pavese in The Avengers - Agenti speciali
- Paola Giannetti in Tre scapoli e una bimba
- Mirta Pepe in Andor
- Ida Sansone in Coppia d'azione
- Antonella Rinaldi in Anna Karenina
- Tullia Piredda in The Butcher Boy
- Anita Bartolucci in Le avventure di Sherlock Holmes
- Rossella Izzo in Miss Marple: La follia di Greenshaw

Da doppiatrice è sostituita da:
- Rita Savagnone in The English Teacher
- Nada in Untitled - Viaggio senza fine